# Lasius schiefferdeckeri
Lasius schiefferdeckeri är en myrart som beskrevs av Mayr 1868. Lasius schiefferdeckeri ingår i släktet Lasius och familjen myror. Inga underarter finns listade i Catalogue of Life.